# سليم صهيوني
سليم صهيوني هو رئيساً المجمع الأعلى للطائفة الإنجيلية في سوريا ولبنان.

## الحياة الشخصية
تزوج من هند نعيم أبو عسلي إلى أن توفيت في 2004. وله منها ولدان إلياس ومارلين